# Nkosi Sikelel' iAfrika

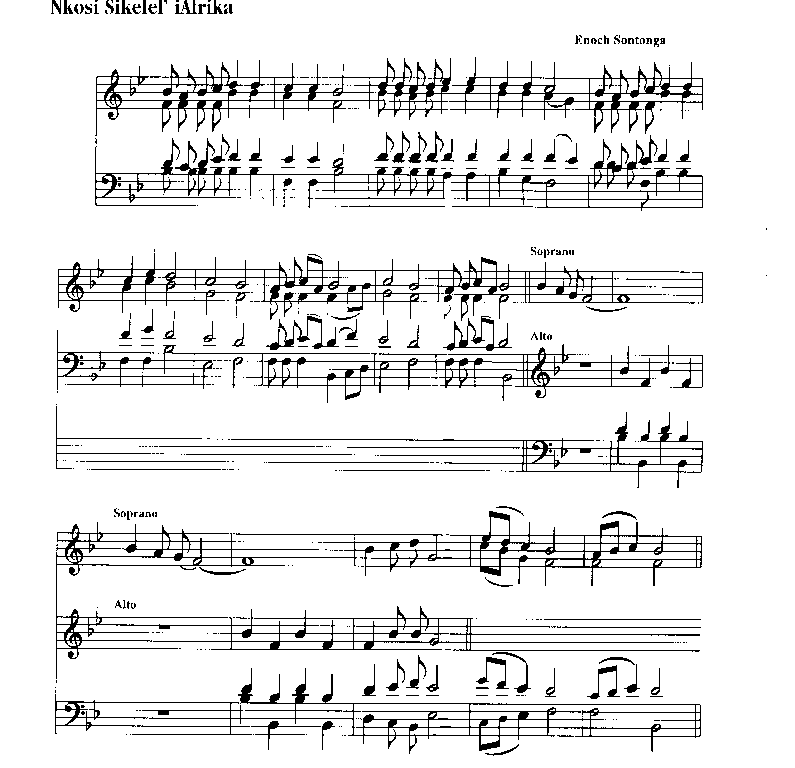

"Nkosi Sikelel' iAfrika" ( phát âm Tiếng Bantu:  [ŋk'ɔsi sik'ɛlɛl‿iafrik'a]) là một bài thánh ca được sáng tác vào năm 1897 bởi một giáo viên người Nam Phi tên Enoch Sontonga. Nó đã trở thành bài hát cổ vũ, chống chế độ apartheid của người da đen ở Nam Phi. Sau đó, bài hát này, kết hợp với bài Die Stem van Suid-Afrika (Quốc ca của Nam Phi từ năm 1954-1994), trở thành Quốc ca chính thức của Cộng hòa Nam Phi vào năm 1997. Bài hát này cũng trở thành quốc ca của Tanzania từ năm 1994, sau khi chế độ apartheid chấm dứt.

## Lời

### Tiếng Xhosa và Tiếng Zulu
Nkosi sikelel' iAfrika
Maluphakanyisw' uphondo lwayo
Yiva imithandazo yethu
Nkosi Sikelela Nkosi Sikelela
Nkosi sikelel' iAfrika
Maluphakanyisw' uphondo lwayo
Yizwa imithandazo yethu
Nkosi Sikelela
Thina lusapho lwayo.
Yihla moya, yihla moya
Yihla moya oyingcwele
Nkosi Sikelela
Thina lusapho lwayo.

### Tiếng Anh
Lord, bless Africa
May her spirit rise high up
Hear thou our prayers
Lord bless us, Lord bless us.
Lord, bless Africa
May her spirit rise high up
Hear thou our prayers
Lord bless us
Your family.
Descend, O Spirit
Descend, O Holy Spirit
Lord bless us
Your family.

### Tiếng Afrikaans (Phiên bảnElvis Blue)
Seën ons Here God, seën Afrika
Laat haar mag tot in die hemel reik
Hoor ons as ons in gebede vra
Seën ons, in Afrika
Kinders van Afrika
Hou u hand, o Heer, oor Afrika
Lei ons tot by eenheid en begrip
Hoor ons as ons U om vrede vra
Seën ons, in Afrika
Kinders van Afrika
Daal neer, o Gees, Heilige Gees
Daal neer, o Gees, Heilige Gees
Kom woon in ons,
lei ons, o Heilige Gees
Seën ons Here God, seën Afrika
Neem dan nou die boosheid van ons weg
Maak ons van ons sondelewe vry
Seën ons, in Afrika
Kinders van Afrika